# Związek Górnoślązaków

Flaga Górnego Śląska zaproponowaana przez Związek Górnoślązaków w 1920 roku.

Związek Górnoślązaków-Bund der Oberschlesier – ponadpartyjna organizacja polityczna, działająca w latach 1919–1924 w granicach Niemiec (na terytorium Prowincji Górnośląskiej, przejściowo stanowiącej międzynarodowe terytorium plebiscytowe) i finansowana m.in. przez część Oberschlesische Berg- und Hüttenmännischen Verein (Górnośląski Związek Przemysłowców Górniczo-Hutniczych), głównie księcia pszczyńskiego Jana Henryka XV Hochberg von Pless. Do organizacji tej należały i jej przewodziły osoby, stojące na stanowisku, że reprezentują odrębny naród górnośląski i dążące do utworzenia niepodległego państwa z ziem historycznie górnośląskich, tj. ówczesnego pruskiego Górnego Śląska i byłego Śląska Austriackiego. Członkowie ZG-BdO przez swych konkurentów politycznych byli nazywani „wolnokrajowcami” lub „freistaatlerami” (niem. Freistaatler – wolnopaństwowiec). W polskiej, niemieckiej i czeskiej historiografii ZG-BdO zaliczany jest w poczet śląskich ruchów separatystycznych, rzadziej (tylko przez niektórych autorów polskich) do grona tzw. ruchów ślązakowskich.

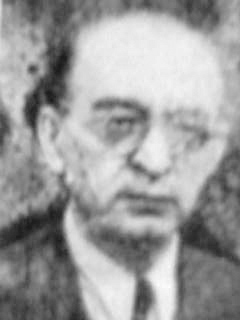
Ewald Latacz

## Geneza
Bezpośrednim prekursorem organizacji był tajny Oberschlesisches Komitee powołany 27 listopada 1918 roku w Rybniku przez trójkę katolickich polityków: przewodniczącego Rady Robotniczej w Wodzisławiu – niemieckiego adwokata i notariusza – Ewalda Latacza, urodzonego w Katowicach oraz dwóch braci, pochodzących z Dobrzenia Wielkiego koło Opola: wikarego z Mikulczyc (współczesnej dzielnicy Zabrza) ks. Tomasza Reginka i przewodniczącego Rady Robotników i Żołnierzy w Raciborzu – nauczyciela Jana Reginka. Rybnicki, tajny Oberschlesische Komitee domagał się od Polski, Czechosłowacji i Niemiec przyznania Górnemu Śląskowi „samodzielnego stanowiska politycznego” i zagwarantowanie neutralności na wzór Szwajcarii i Belgii, postulując utworzenie niepodległej Republiki Górnośląskiej. Oberschlesische Komitee ten nie miał żadnych struktur, ani programu politycznego.
W wydanej 5 grudnia 1918 roku przez Komitee zur Vorbereitung Oberschlesischer Freistaat in Kattowitz (Komitet na rzecz Ustanowienia Górnośląskiego Wolnego Państwa w Katowicach) niemieckojęzycznej anonimowej broszurze zatytułowanej („Oberschlesien – ein Selbständiger Freistaat”, pol. „Górny Śląsk – samoistne wolne państwo”), której autorem był najprawdopodobniej ks. Tomasz Reginek, rybnicki tajny Oberschlesisches Komitee apelował do Ślązaków o przejęcie kierownictwa w sprawach politycznych, gospodarczych i socjalnych oraz utworzenie samoistnego państwa na wzór Szwajcarii, w którym wszystkie grupy językowe byłyby równouprawnione. Przewidywał również, że wcielenie Górnego Śląska do Polski oznaczałoby jego ruinę gospodarczą, gdyż – zdaniem autora – państwo to widziało w nim jedynie „źródło podatków i dochodów”, a jego mieszkańcy byliby traktowani jako „obywatele drugiej kategorii” przez odgrywających główną rolę w administracji urzędników z Królestwa Polskiego i Galicji. Jedynym rozwiązaniem było więc stworzenie „równoprawnego Państwa Górnośląskiego”.

### Konferencja Kędzierzyńska
9 grudnia w Kędzierzynie odbyła się, zorganizowana przez Carla Ulitzkę, konferencja partii politycznych, działających na pruskim Górnym Śląsku. Na konferencję nie przybyli przedstawiciele komunistów, socjaldemokratów niemieckich (USPD) i obozu polskiego – Korfantego. Pod hasłem „wszystkie partie” należy rozumieć więc polityczne spektrum od niemieckich konserwatystów (DNVP) i liberałów (DDP), poprzez niemieckich socjaldemokratów (SPD), do katolickiego Centrum i „katolikowców” – Polaków z kierunku Napieralskiego. Delegaci pierwotnie ustalili utworzenie „tymczasowego niezależnego państwa górnośląskiego”, do czasu ustalenia przynależności państwowej Górnego Śląska w traktacie pokojowym. Zdecydowanie sprzeciwił się temu Oberschlesisches Komitee o wiele dalej idącym postulatem, poczynienia odpowiednich przygotowań do natychmiastowej proklamacji niepodległego państwa górnośląskiego. Lider Oberschlesisches Komitee Ewald Latacz wprost ogłosił tam rezolucję utworzenia niepodległej i neutralnej Republiki Górnośląskiej. Przedstawiciele wszystkich obecnych partii utworzyli Komisję Śląską pod przewodnictwem starosty rybnickiego Hansa Lukaschka z katolickiej partii Centrum (Zentrum), która podjęła się uzupełnić Oberschlesisches Komitee oraz „separatystyczne wizje na Górnym Śląsku koordynować i rozpowszechniać”. Fakt, że do tego układu przystąpili przedstawiciele partii od SPD do Polaków – Napieralskiego świadczy, że w tym czasie na Górnym Śląsku obawiano się pozostania w Niemczech – socjalistycznych rad, a także wcielenia do państwa polskiego.

### Pertraktacje z sąsiadami
Miesiąc grudzień liderzy Oberschlesisches Komitee wykorzystali na podróże zagraniczne, w celu zorientowania się, jakie stanowisko w kwestii niepodległości Górnego Śląska, zajmują państwa uczestniczące w sporze o jego terytorium. Owocne okazały się jedynie dwie tury rozmów w Pradze. Władze czechosłowackie po konsultacji z aliantami, poinformowały przedstawicieli Oberschlesisches Komitee (Ewald Latacz, Tomasz Reginek, Jan Reginek, Fritz Wenske), że państwa Ententy biorą pod uwagę możliwość utworzenia niepodległego państwa górnośląskiego, a Czechosłowacja popiera takie rozwiązanie i w przypadku jego urzeczywistnienia wycofuje się z roszczeń terytorialnych w stosunku do południowych powiatów pruskiego Górnego Śląska. Jan Reginek, jako przedstawiciel rad górnośląskich, zrobił rozpoznanie w Berlinie, jednak wśród niemieckich sfer rządowych zaledwie dwóch polityków (Hugo Haase i Helmuth von Gerlach) dopuszczało opcję niepodległego Górnego Śląska. Pozostali kategorycznie ją odrzucili. Ks. Tomasz Reginek wybrał się do Poznania – siedziby Naczelnej Rady Ludowej, gdzie bezskutecznie próbował przekonać do poparcia tej idei górnośląskiego członka tej Rady – Kazimierza Czaplę. Kolejna próba przekonania Niemców, podjęta przez ks. Tomasza Reginka, Ewalda Latacza i przedstawiciela przemysłowców Wernera (z argumentacją Reginka, że wśród Górnoślązaków rosną tendencje separatystyczne, co mogą wykorzystać polscy działacze; oraz Latacza, że Górnoślązacy są w stanie „przeforsować własną narodowość”, a ich dążenia do niepodległości „to nie separatyzm, a czysta obrona konieczna” przed rosnącymi wpływami obozu polskiego; a także Wernera, że niepodległość Górnego Śląska będzie korzystna dla Niemiec) też nie przyniosły żadnych rezultatów.
Równolegle 19 i 20 grudnia Oberschlesisches Komitee rozpowszechnił dwujęzyczną ulotkę „Aufruf zur Gründung eines selbständigen Freistaates Oberschlesien” – „Odezwa do utworzenia samoistnego wolnego Państwa Górnośląskiego”, propagującą ideę niepodległej Republiki Górnośląskiej, jako dodatek do dwu pism centrowych. Były to nr 294 „Oberschlesischer Kurier” w Królewskiej Hucie oraz nr 293 „Oberschlesische Zeitung” w Bytomiu, drukowanych przez wydawnictwo, należące do jego członków braci Wenske. Skrytykowano tam polską i niemiecką agitację, podsumowując: „I Ty Narodzie Górnośląski! Chcesz Twoje doczesne i wieczne życie na kilka setek lat w tak nieszczęśliwe ręce oddać? Nigdy – przenigdy! Obudź się Górnoślązaku i okaż przed całym światem, że potrafisz gospodarzyć i sam się rządzić. Dlatego też stwórz sobie samoistne wolne państwo – Republikę Górnośląską. Górnoślązacy! Wiem, że tak sobie życzycie. Jeżeli Szwajcaria potrafi się sama rządzić, dlaczego nie nasz bogaty kraj, który ma warunki ku temu”. 19 grudnia Polacy rozbili niepodległościowy wiec zorganizowany przez Ewalda Latacza w Rybniku pod hasłem „Górny Śląsk dla Górnoślązaków”. Organizatorzy wiecu zostali pobici kijami, a napastnicy przekształcili go w „polską propagandę”.

## Działalność
Na początku stycznia roku 1919 liderzy Oberschlesische Komitee, tj. centrowiec (KVP): adwokat dr Ewald Latacz i „katolikowcy”: bracia ks. Tomasz i dr Jan Reginkowie wraz z czołowymi centrowcami (KVP): sekretarzem robotniczym Józefem Musiołem, adwokatem dr. Henrykiem Skowronkiem, wydawcą Fritzem Wenske (a zdaniem niektórych autorów także posłem Franzem Ehrhardtem, chociaż on sam nigdy się do tego nie przyznał), socjaldemokratami (SPD) m.in. Hugonem Kotułą i Fryderykiem Wassnerem oraz ks. Wiktorem Durynkiem utworzyli w Bytomiu – ponadpartyjny Związek Górnoślązaków-Bund der Oberschlesier (ZG-BdO), zrzeszający członków Katolickiej Partii Ludowej (KVP) Górnego Śląska, górnośląskiego oddziału niemieckiej socjaldemokracji (SPD), polskiego obozu „Katolika” i bezpartyjnych, działających na rzecz niepodległości Górnego Śląska. „Polityczna koncepcja ZG-BdO opierała się na dwóch podstawowych założeniach: po pierwsze na tezie istnienia „narodu górnośląskiego”, odrębnego, jednolitego słowiańsko-germańskiego narodu o mieszanej krwi”, który nie może być na siłę dzielony na Polaków i Niemców, a po drugie na geograficznej i gospodarczej niepodzielności kraju”. Już na starcie nowe ugrupowanie miało około 10 000 zwolenników. Funkcję sekretarza generalnego tej organizacji objął ks. Tomasz Reginek.
Pogląd, że Ślązacy stanowią odrębny naród nie był niczym nowym. Pojawił się (nie licząc średniowiecznego pojęcia „natio Silesiae”) już na fali Wiosny Ludów. Wówczas malarz i poeta ludowy Jan Gajda opublikował na łamach polskojęzycznego „Dziennika Górnośląskiego” odezwę, w której twierdził, że nastały czasy, w których Ślązacy będą się zaliczać „do narodów oświeconych” i nawoływał do powołania Ligi Śląskiej, z zamiarem „popierania narodowości śląskiej”. Nie był wówczas w swych poglądach osamotniony, skoro na wiecach poparcia dla posła ks. Józefa Szafranka skandowano: „Niech żyje narodowość śląska”. Odtąd teza, mówiąca o odrębności narodowej Ślązaków oraz dążenie jej zwolenników do powołania własnej, śląskiej organizacji politycznej, stale powracały zarówno na terenie pruskiego Górnego Śląska, jak i Śląska Austriackiego. Dążenia te urzeczywistniły się w postaci utworzenia Śląskiej Partii Ludowej na Śląsku Cieszyńskim w roku 1909 oraz właśnie ZG-BdO na pruskim Górnym Śląsku.
Zgodnie z rozporządzeniem prezydenta Rejencji opolskiej z 31 grudnia 1918 roku, postulat stworzenia niepodległej Republiki Górnośląskiej, został uznany przez Niemców za zdradę stanu. Władze ogłosiły ustawę o stanie wyjątkowym, której paragraf 96 zabraniał publicznego poruszania sprawy niepodległości Górnego Śląska. Następnie zawiesiły działalność Związku Górnoślązaków-Bund der Oberschlesier i dokonały aresztowań wśród jego członków. Do więzienia trafili m.in. dr Ewald Latacz i dr Jan Reginek, Józefa Musioła uratował świeżo uzyskany immunitet posła pruskiego Landtagu. Ks. Tomasz Reginek uratował się ucieczką do Paryża, przez Poznań i już z polskim paszportem przez Berlin. We wszystkich tych miejscach był agitowany przez polskich działaczy narodowych, którzy uzmysłowili mu, że Francja, zamierzająca wzmocnić swego sojusznika Polskę poprzez przyznanie jej górnośląskiego przemysłu, nigdy nie zgodzi się na niepodległość Górnego Śląska.

### Konsekwencje decyzji aliantów
W ostatecznych warunkach pokojowych przekazanych delegacji niemieckiej 16 czerwca 1919 roku alianci postanowili przyznać Czechosłowacji część powiatu raciborskiego tzw. okręg hulczyński, który połączył Śląsk Opawski z Cieszyńskim. Natomiast o losie pozostałych spornych ziem miał rozstrzygnąć plebiscyt pomiędzy Polską a Niemcami. Wkrótce bracia Reginkowie zdegustowani brakiem trzeciej możliwości plebiscytowej, tj. opcji niepodległości Górnego Śląska, zaakceptowali projekt Statutu Organicznego, gwarantującego szeroką autonomię wszystkim ziemiom śląskim, które miały przypaść państwu polskiemu, opuścili Związek Górnoślązaków-Bund der Oberschlesier i przeszli do obozu Korfantego. Kierownictwo tej organizacji objął wówczas Ewald Latacz, który zdecydowanie odciął się od obydwu braci. W sierpniu roku 1920 „Der Bund – Związek” zakwestionował ich współudział w stworzeniu tego ruchu, gdyż niemiecka prasa zarzucała Związkowi Górnoślązaków-Bund der Oberschlesier, iż został stworzony przez obóz polski, podając jako dowód właśnie postawę braci Reginków. Pod kierownictwem Ewalda Latacza organizacja ta nadal głosiła koncepcję górnośląskiej państwowości na wzór Szwajcarii, zgodną z założeniami Reginka, chociaż pod koniec roku 1920 taktycznie dołożono „konieczność gospodarczego powiązania z Niemcami” w miejsce poprzedniego planu ekonomicznych związków z Czechosłowacją lub Polską.
Na początku roku 1919 ks. proboszcz Carl Ulitzka brał udział w utworzeniu Zjednoczonych Związków Górnoślązaków Wiernych Ojczyźnie (Vereinigte Verbände Heimattreuer Oberschlesier), których głównym zadaniem była niemiecka propaganda plebiscytowa. Jednak górnośląscy centrowcy brali także pod uwagę opcję niepodległości Górnego Śląska. W piśmie gliwickiego zarządu (Geschäftstelle Gleiwitz) KVP do hrabiego Praschmy napisano: „Gdyby zgodnie z wolą konferencji pokojowej, Górny Śląsk nie miał pozostać przy Rzeszy Niemieckiej, to powinien stać się samodzielnym wolnym państwem”. Jej przewodniczący ks. proboszcz Carl Ulitzka reprezentował Górny Śląsk w niemieckiej delegacji na konferencji pokojowej w Paryżu. Początkowo górnośląskim przedstawicielem w Wersalu miał być prezydent rejencji opolskiej von Schwerin, lecz jak napisał „Katolik” – zdecydowanie sprzeciwił się temu Związek Górnoślązków-Bund der Oberschlesier, który nazwał go „hakatystą”. Wiosną 1919 roku, przywódca Katolickiej Partii Ludowej (KVP) Górnego Śląska ks. prałat Carl Ulitzka, po odbytych rozmowach międzynarodowych w Paryżu, Londynie i Rzymie, zdecydowanie odrzucił postulat niepodległości Górnego Śląska, jako „utopię nie możliwą do zrealizowania”. Równocześnie z całą siłą zaangażował się w kampanię na rzecz utrzymania przynależności Prowincji Górnośląskiej do Niemiec. Optował jednak za wyłączeniem jej z Prus i przekształcenie w autonomiczny kraj związkowy Rzeszy na wzór Bawarii. Poparła go w tym większość członków zarządu tej partii. Jednak pozostali dwaj Józef Musioł i Henryk Skowronek, będący również czołowymi działaczami ZG-BdO, pozostali przy własnym zdaniu, czyli niepodległości. Większość działaczy ZG-BdO zwolniono z więzienia razem z polskimi, dopiero wskutek amnestii ogłoszonej przez aliantów, którzy przejęli kontrolę nad pruskim Górnym Śląskiem po klęsce polskiego powstania na Górnym Śląsku w sierpniu roku 1919.
Ewald Latacz, dzięki swym rozległym koneksjom wśród niemieckich polityków na Górnym Śląsku, warunkowo odzyskał wolność już wiosną 1919 roku, a więc znacznie wcześniej, niż pozostali liderzy Związku Górnoślązaków-Bund der Oberschlesier, lecz bezwzględnie zabroniono mu „słownego i pisemnego” głoszenia idei niepodległości Górnego Śląska. Lider Górnoślązaków nie dostosował się jednak do tego zakazu i już na początku roku 1919 w Bytomiu, anonimowo wydał niemieckojęzyczną broszurę Oberschlesien auf Subhasta! (Górny Śląsk na subhaście!), w której krytykował rządy państwowego komisarza na Górnym Śląsku – Ottona Hörsinga, przewidywał skurczenie się niemieckiej większości podczas plebiscytu i wskazywał potrzebę utworzenia niepodległego państwa górnośląskiego, argumentując że Naród górnośląski jest ludem jednolitym o mieszanej krwi. Jej wersja polskojęzyczna „Górny Śląsk dostał się na subhastę” ukazała się już w roku 1920, również w Bytomiu.
Latem 1919 roku Związek Górnoślązaków-Bund der Oberschlesier zaistniał na arenie międzynarodowej. Skierował on petycję do uczestników paryskiej Konferencji Pokojowej. Skrytykował tam traktat wersalski za ograniczenie górnośląskich opcji plebiscytowych do polskiej i niemieckiej. Równocześnie w imieniu „wielu set tysięcy Górnoślązaków” żądał takiej zmiany artykułu 88 tego traktatu, żeby uwzględniono w plebiscycie w sprawie Górnego Śląska „opcję neutralnego wolnego państwa”. W swej petycji Związek Górnoślązaków-Bund der Oberschlesier argumentował: „naród górnośląski w przeważającej większości życzy sobie niepodzielności i niepodległości Górnego Śląska”. Petycja nie jest datowana. Prawdopodobnie jednak mogła powstać i zostać wręczona krótko po ogłoszeniu ostatecznej wersji traktatu wersalskiego. Decyzja o polsko-niemieckim plebiscycie wydawała się nie być ostateczną. W II połowie 1919 roku działała na Górnym Śląsku międzynarodowa komisja węglowa pod przewodnictwem Amerykanina – płk Goodyeara. Pod jego wpływem dyplomacja amerykańska lansowała pomysł utworzenia „państwa węglowego” (Kohlenstaat) pod międzynarodowym protektoratem, składającego się z Górnośląskiego Okręgu Przemysłowego (Oberschlesische Industriebezirk) i Ostrawsko-Karwińskiego Zagłębia Węglowego.

### Pod skrzydłami aliantów
Po upadku polskiego powstania, zwanego w polskiej historiografii I powstaniem śląskim, władzę nad terytorium plebiscytowym przejęła Międzysojusznicza Komisja Rządząca i Plebiscytowa na Górnym Śląsku, której przewodniczącym został Francuz gen. Henri Le Rond, zaś Włochy reprezentował gen. Alberto De Marinis Stendardo di Ricigliano, a Wielką Brytanię – płk sir Harold Franz Passawer Percival. Siedziba Komisji mieściła się w Opolu. Przy Komisji akredytowano przedstawicieli innych państw: Niemcy reprezentował książę Hermann Fürst von Hatzfeld zu Trachenberg, Polskę – konsul Daniel hrabia Kęszycki, Czechosłowację – dr Jiří Pořisek, Watykan – arcybiskup Achille Ratti, od grudnia 1920 r. mons. Giovanni Battista Ogno-Serra. Rozpoczęły działalność komisariaty plebiscytowe: polski w Bytomiu i niemiecki w Katowicach.
Komisja Międzysojusznicza ogłosiła amnestię dla działaczy politycznych, z której skorzystali zarówno Polacy, jak i Górnoślązacy. Również ZG-BdO mógł bez przeszkód wznowić działalność. Od 3 października 1919 roku Georg Wenzel wydawał w Opolu tygodnik społeczno-kulturalny „Der Oberschlesier”, którego kolejni redaktorzy Julius Soika i Ernst Laslowski „konsekwentnie lansowali narodowość górnośląską” wśród ludności czytającej w języku niemieckim. Już w drugim numerze tego pisma ukazał się tekst Bardziej egzystuje śląska świadomość narodowa, autorstwa jego przyszłego wieloletniego wydawcy Karla Sczodroka. Na jego łamach publikowali czołowi działacze Związku Górnoślązków-Bund der Oberschlesier m.in. sam dr Latacz, który w tekście „Rozwiązanie kwestii górnośląskiej” pisał: Lud górnośląski nie jest ubezwłasnowolniony. Tylko jego błąkająca się dusza pozostaje zdezorientowana, wyleczona od uderzenia batem i skuszona słodkim chlebem. Narodowości spierają się o niego bezowocnie, skoro jego narodowość jest przezwyciężeniem narodowości niemieckiej, polskiej i czeskiej przez narodowość górnośląską, w czym jest ona porównywalna z narodowością amerykańską. […] Więzy krwi i kultury są o wiele silniejsze, niż zewnętrzna więź językowego sposobu wyrażania. […] Górnoślązacy muszą uzyskać niepodległość […] hasło niepodległości i niepodzielności Górnego Śląska, udzieliło się wreszcie jego byłej austriackiej części i ludowi górnośląskiemu obwieszcza, że on sam musi się odważyć sprawdzić, co byłoby dla niego pomyślnością.
23 kwietnia 1920 roku w wydawanym przez Związek Górnoślązaków tygodniku „Der Bund – Związek” zaprezentowano postulowane zasady ustrojowe Wolnego Państwa Górnośląskiego. Przewidywano, że będzie ono republiką pod kontrolą Ligi Narodów i z siedzibą rządu w Bytomiu, Gliwicach lub – w przypadku połączenia ze Śląskiem Cieszyńskim – w Raciborzu. Językami urzędowymi miały być polski i niemiecki, flaga państwowa miała składać się z trzech poziomych pasów o kolorach: czarnym, białym i żółtym, zaś walutą miała być marka górnośląska. W Katowicach lub Bytomiu miała powstać politechnika, natomiast w Cieszynie uniwersytet.
Polscy badacze odmawiają ZG-BdO miana śląskiego ruchu narodowego, twierdząc, że była to organizacja polsko-niemiecka, która domagała się niepodległości ze względów ekonomicznych, a nie narodowych. Niektórzy badacze śląscy podkreślają, że sami „wolnokrajowcy” wyraźnie pisali: „Górny Śląsk nie składa się z dwóch narodów, tylko powstał z nich, ale Górnoślązacy stanowią jeden naród, tj. naród Górnoślązaków. Od wieków jesteśmy z sobą spokrewnieni i zbratani, czy mówimy po polsku, czy po niemiecku”, czy też w innym numerze: „poczucie narodowe się wzmoże, gdy Wolne Państwo Górnośląskie się urzeczywistni, gdy własny rząd, własna stolica i własne barwy narodowe Górnoślązakom będą uprzytomniać, że teraz stanowią własny naród. Nasi przeciwnicy z obozu polskiego i niemieckiego już także spostrzegli to przebudzenie poczucia narodowego. Stąd te próby aby przeprowadzić jak najprędzej głosowanie zanim to poczucie narodowe zapuści głębsze korzenie i jasno się rozwinie”.
Polskie gazety zarzucały ZG-BdO, że jest wymysłem niemieckiej, katolickiej partii Centrum i niemieckich kapitalistów, powołanym w celu osłabienia strony polskiej. Gazety niemieckie zarzucały ZG-BdO, że jest wymysłem polskiego agitatora ks. Reginka lub nawet Polskiego Komisariatu Plebiscytowego, mającym na celu osłabienie strony niemieckiej. Zebrania grup miejscowych „wolnokrajowców” bywały rozbijane zarówno przez bojówki polskie (np. w Miechowicach), jak również bojówki niemieckie (głównie w okolicach Raciborza).

### Współpraca ze Śląską Partią Ludową

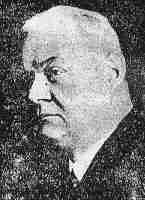
Józef Kożdoń

Na początku roku 1920 Ewald Latacz udał się w podróż do Cieszyna, gdzie uczestniczył w zebraniu Śląskiej Partii Ludowej i Delegacji Partii Niemieckich, wspólnie dążących do utworzenia niepodległego państwa śląskiego lub autonomii w ramach Czechosłowacji. Od swych cieszyńskich rodaków, lider Górnoślązaków „otrzymał pełnowartościową zachętę propagandową”. Identyczna mieszana ludność śląska w terenie, niemieckojęzyczni Ślązacy w miastach i podobna struktura przemysłowa, dążenia do zjednoczenia z pruskim Górnym Śląskiem, pozwalały Ewaldowi Lataczowi myśleć o stworzeniu silnego gospodarczo, jednolitego państwa na wzór Belgii. Wskazówki, których Józef Kożdoń udzielił wówczas liderowi Związku Górnoślązaków-Bund der Oberschlesier przełożyły się na czyny. 17 marca 1920 roku redaktor Jerzy Cibis z Bytomia rozpoczął wydawanie, wzorowanego na „Ślązaku” (organie prasowym Śląskiej Partii Ludowej) dwujęzycznego tygodnika „Der Bund – Związek (wiadomości Związku Górnoślązaków)” pierwotnie w nakładzie 20 tys. egzemplarzy, drukowany przez wydawnictwo Fryderyka Wenske – Kurier GmbH w Królewskiej Hucie. 14 maja 1920 roku na łamach „Der Bund – Związek” Ewald Latacz opublikował odezwę: „Do wszystkich Górnoślązaków”: „[…] Naszym celem jest niepodległość państwowa Górnego Śląska. Traktat pokojowy ulegnie zmianie, gdy lud górnośląski za pośrednictwem Związku Górnoślązaków takie wyrazi życzenie”. Ewald Latacz utrzymywał również ścisłe kontakty z Józefem Kożdoniem, na którego działalności w znacznym stopniu się wzorował. „Der Bund – Związek” solidaryzował się z działalnością Śląskiej Partii Ludowej, działającej na rzecz niepodległości na terenie Śląska Wschodniego (Cieszyńskiego). Podstawowym celem współpracy obydwu organizacji było połączenie Prowincji Górnośląskiej ze Śląskiem Cieszyńskim w ramach niepodległej Republiki Wielko-Śląskiej ze stolicą w Raciborzu, co potwierdzają artykuły tygodnika „Der Bund – Związek” np. „Wolny Śląsk panem na wolnej śląskiej ziemi”, czy przedruk tekstu politologa M. Hardena „Wolne państwo górnośląskie punktem środkowym polityki wszechświatowej”, gdzie napisał on: Lud górnośląski w przeważającej większości żąda samodzielności i niepodzielności swego kraju i ponownego połączenia z oderwanymi od niego przeszło 150 lat temu braćmi na Śląsku Austriackim. […] Lud górnośląski jest wskutek kilkusetletniej wspólnoty życiowej na polu kultury i pracy mocno spojonym, własnokrwistym, jednolitym ludem słowiańsko-germańskiego pochodzenia o prawie 3 milionach dusz, z czego 600 000 dusz przypada na dzielnicę austriacką. Istnieją przypuszczenia, że działania na rzecz śląskiej niepodległości, prowadzone przez Śląską Partię Ludową i Związek Górnoślązaków-Bund der Oberschlesier, od początku były koordynowane przez zwolenników tego rozwiązania, dwóch spowinowaconych ze sobą śląskich arystokratów: księcia pszczyńskiego Jana Henryka XV (znajomego Ewalda Latacza) i karwińskiego hrabiego Jana Larischa (zaprzyjaźnionego z Józefem Kożdoniem).

### Protektorzy „wolnokrajowców”
Istnieją hipotezy, że pomysł utworzenia niepodległego państwa śląskiego narodził się w głowie księcia pszczyńskiego Jana Henryka XV i został ogłoszony, podczas odbywającej się w jego pałacu, konferencji górnośląskich przemysłowców, w której uczestniczył także Ewald Latacz. Faktem jest, że ideę niepodległości Górnego Śląska zdecydowanie poparła również większość tutejszych przemysłowców. Związek Górnoślązaków-Bund der Oberschlesier był finansowany przez część Górnośląskiego Związku Przemysłowców Górniczo-Hutniczych (Oberschlesische Berg- und Hüttenmännischen Verein). Gorącym zwolennikiem niepodległości Górnego Śląska był przewodniczący tego związku – Gustaw Williger, który stał na czele Kattowitzer AG für Bergbau- und Eisenhüttenbetrieb (Katowickiej S.A. dla Górnictwa i Hutnictwa Żelaza) oraz Gesenheimer i Werner – dyrektor generalny zakładów Schaffgotscha, a także sami baronowie węgla i stali, należący do Katolickiej Partii Ludowej (KVP) – Schaffgotsch i Ballestrem. Przynależności Górnego Śląska do Niemiec bronił na łonie związku przemysłowców, kierownik organizacji pracodawców Arwed Pistorius, będący dyrektorem generalnym zakładów księcia pszczyńskiego. Wśród górnośląskiej arystokracji, poza księciem pszczyńskim Janem Henrykiem XV, Schaffgotschem i Ballestremem, utworzenie niepodległego państwa górnośląskiego poparł bytomski książę Guidotto Henckel von Donnersmarck oraz hrabia Jan Jerzy von Praschma z Niemodlina i książę Karol Maksymilian von Lichnowsky z Raciborza – późniejsi protektorzy Jedności Górnośląskiej (Oberschlesische Einheit), a także hrabia Karol Fryderyk von Pückler, który w dniach 17 i 19 marca 1919 roku prowadził rozmowy w sprawie uniezależnienia całego Śląska od Rzeszy Niemieckiej z wiceprzewodniczącym Centralnej Rady Ludowej Kurtem Prescherem – prezydentem Rejencji Wrocławskiej. Jednak według Andrei Schmidt-Rösler jedynie „książę pszczyński Jan Henryk i hrabia Henckel von Donnersmarck pozostali przy tendencjach separatystycznych”. Ideę niepodległości Górnego Śląska poparł również Oberschlesische Landbund (Górnośląski Związek Ziemski) z siedzibą w Gliwicach, skupiający 28 000 tutejszych właścicieli ziemskich. Głównym sponsorem Związku Górnoślązaków-Bund der Oberschlesier został książę pszczyński Jan Henryk XV. Był on najaktywniejszym propagatorem dążeń niepodległościowych Górnoślązaków, bowiem nie tylko wspierał materialnie „wolnokrajowców”, lecz także wspierał ideę niepodległości Górnego Śląska na drodze dyplomatycznej. Pierwotnie poprzez brytyjskiego ambasadora w Pradze sondował poparcie Londynu. Następnie starał się przeforsować ideę niepodległości, korespondując w tej sprawie z Brytyjczykami i Czechami. Książę pszczyński Jan Henryk XV podczas bezpośrednich rozmów z politykami brytyjskimi oraz w kierowanej do nich korespondencji proponował również odłączenie całego Śląska od Niemiec, by w niepodległej Republice Śląskiej znalazł się również Książ koło Wałbrzycha – jego dolnośląska posiadłość.
17 marca 1919 roku górnośląski arystokrata – hrabia Karol Fryderyk Pückler prowadził rozmowy z prezydentem rejencji wrocławskiej – Kurtem Prescherem, pełniącym równolegle funkcję wiceprzewodniczącego Centralnej Rady Ludowej. Tematem ich spotkań były plany uniezależnienia całego Śląska od Rzeszy Niemieckiej. 19 marca hrabia Pückler w imieniu śląskiej szlachty przekazał Prescherowi 12-punktowe uzasadnienie „przyczyn ogłoszenia niepodległości Śląska”. Secesji domagali się również śląscy przemysłowcy. 10 maja 1919 roku skierowali do władz Prowincji Śląskiej memoriał zatytułowany „Schlesiens Zukunft” (Przyszłość Śląska). Jego treść była rozszerzeniem pisma śląskiej szlachty, dokładnie uzasadniającym konieczność oderwania Śląska od Niemiec i proklamacji niepodległości. Przemysłowcy z Hubertem von Garnierem z Turawy domagali się natychmiastowej secesji Śląska bez zgody rządu Niemiec, lecz przy pomocy Czechosłowacji i za aprobatą Ententy, a następnie utworzenia niepodległego państwa. Na rozmowy do Pragi udał się przemysłowiec Fritz Goldschmidt, mający pełnomocnictwo Preschera „do działania w Pradze w interesie Śląska” oraz mjr Mesterberg – przedstawiciel sztabu VI korpusu. Wobec braku konkretnych propozycji ze strony Śląska, Czechosłowacja nie dała delegatom żadnych wiążących obietnic. Później politycy śląscy, chcąc najprawdopodobniej zjednoczyć pruską i postaustriacką część Śląska, prowadzili tak nieumiejętną dyplomację, że omal nie doprowadzili do konfliktu zbrojnego w Sudetach. Równolegle w kwietniu 1919 roku książę pszczyński Jan Henryk XV udał się na konferencję pokojową do Paryża, by przekonać tam aliantów do idei niepodległości Górnego Śląska. Pomysł poparli Brytyjczycy, lecz zdecydowanie sprzeciwili się temu Francuzi. Górnośląscy przemysłowcy z księciem pszczyńskim na czele zaproponowali więc Korfantemu, utworzenie niepodległego „państwa węgla i stali”. Również brytyjski premier David Lloyd George, pod wpływem zabiegów dyplomatycznych księcia pszczyńskiego Jana Henryka XV, zagwarantował przywódcy obozu narodowo-polskiego na Górnym Śląsku, swoje poparcie dla proklamacji suwerennej Górnośląskiej Republiki Robotniczej (Upper Silesian Worker Republic). Jednak sam Wojciech Korfanty propozycje górnośląskich przemysłowców i Brytyjczyków zdecydowanie odrzucił.

### Zamęt propagandowy
Po wydzieleniu się Katolickiej Partii Ludowej (Katholische Volkspartei) Górnego Śląska i utworzeniu Związku Górnoślązaków-Bund der Oberschlesier, w maju 1920 roku – z inspiracji Polskiego Komisariatu Plebiscytowego – lubliniecki adwokat Werner powołał do życia konkurencyjną dla nich – Górnośląską Partią Ludową (Oberschlesische Volkspartei – OVP). Jej przewodniczącym był adwokat Karl Ogorek – wiceprzewodniczący poznańskiej Naczelnej Rady Ludowej, a wiceprzewodniczącym Winfrydem Gruszką (niem. Winfried Gruschka). Zarząd tej partii współtworzyli także Johann Piprek – redaktor naczelny bytomskiej „Oberschlesische Grenzzeitung”, red. Arthur Trunkhardt – Niemiec z Westfalii – redaktor naczelny rybnickiej „Katholische Volkszeitung” oraz redaktor „Gońca Śląskiego” – Augustin Potempa – delegat poznańskiej Naczelnej Rady Ludowej. Partia ta (OVP) rekrutowała się więc z niemieckojęzycznych Górnoślązaków, którzy wcześniej byli zdeklarowanymi Niemcami, natomiast po klęsce Niemiec w I wojnie światowej opowiedzieli się po stronie polskiej. Polski komisarz plebiscytowy – Wojciech Korfanty przekazał temu ugrupowaniu niemal wszystkie niemieckie tytuły prasowe, które zdołał wykupić, tj. „Kreuzburger Zeitung”, rybnicką „Katholische Volkszeitung”, opolską „Oderwacht”, bytomskie „Das Erwachen”, gliwicką „Oberschlesische Post” i bytomską „Oberschlesische Grenzzeitung”. Liderzy Oberschlesiche Volkspartei (Górnośląskiej Partii Ludowej) – propolscy, chociaż niemieckojęzyczni Górnoślązacy – twierdzili, iż sami jako pierwsi opowiedzieliby się za niepodległością Górnego Śląska, gdyby taką opcję przewidywał traktat wersalski. Oto komentarz „wolnokrajowców”: Wywody p. dr Ogórka, a tym samym program „Górnośląskiej Partii Ludowej” zawierają na sam przód jedną sprzeczność. Polega ona w tym, że oświadcza się, jakoby najgodniejszym celem dla wszystkich Górnoślązaków było osiągnięcie zupełnej autonomii (tzn. wolne państwo). Równocześnie jednak partia pozwala celowi temu, nic dla jego urzeczywistnienia nie uczyniwszy, wpaść w wodę, ponieważ traktat pokojowy nie przewiduje głosowania za wolnym państwem i rzuca się w ramiona Rzeczypospolitej Polskiej, przy czym głównym powodem jest odraza przed „skazanymi na zagładę bolszewickimi Prusami-Niemcami”. Tedy „Związek Górnoślązaków” jest jedyną grupą polityczną, która występuje za przeprowadzeniem zupełnej autonomii. Za właściwy cel do tego uznaje i oświadcza „Związek Górnoślązaków” zmianę traktatu pokojowego w tym kierunku i dlatego walczy o dopuszczenie trzeciej możliwości do głosowania. […] On walczy razem z ludem górnośląskim o jedno i to samo, aby Ententa usłyszała prawdziwy głos ludu górnośląskiego, który jak pan dr Ogórek sam przyznaje, uważa za najgodniejszy cel dążenia zupełną autonomię, czyli niepodległość państwową nie bezwarunkowe połączenie z Polską, której pan dr Ogórek bez wahania chce Górny Śląsk wydać, chociaż wie doskonale, że przez to kopie nowy grób wolności ludu górnośląskiego. W tym samym numerze dr Ewald Latacz opublikował odezwę „Do wszystkich Górnoślązaków”: Naszym celem jest niepodległość państwowa Górnego Śląska. Traktat pokojowy ulegnie zmianie, gdy lud górnośląski za pośrednictwem Związku Górnoślązaków takie wyrazi życzenie. „Der Bund – Związek” częstokroć prostował, że Górnoślązacy nie potrzebują innej alternatywy, gdyż „traktat pokojowy nie jest z granitu i może ulec zmianie”, zgodnie z ogłoszonym przez prezydenta USA – Thomasa Woodrowa Wilsona, „prawem narodów do samostanowienia”. Utworzenie propolskiej Oberschlesische Volkspartei, składającej się z niemieckojęzycznych Górnoślązaków, pozornie opowiadających się za niepodległością Górnego Śląska, było najzręczniejszym posunięciem Polskiego Komisariatu Plebiscytowego. Dzięki całej gamie niemieckich tytułów prasowych ugrupowanie to w krótkim czasie pozyskało ponad 100 000 zwolenników, stając się najmocniejszym ogniwem obozu polskiego na Górnym Śląsku.
We wrześniu 1920 roku Ewald Latacz zyskał nowego sojusznika w postaci Das Oberschlesische Plebiszit-Komitee (Górnośląski Komitet Plebiscytowy), utworzonego w Bytomiu przez secesjonistów z Polskiego Komisariatu Plebiscytowego z Teofilem Kupką na czele. Das Oberschlesische Plebiszit-Komitee początkowo głosił działalność na rzecz przyznania Górnemu Śląskowi niepodległości. Wkrótce jednak Teofil Kupka uznał opcję niepodległości za nierealną i nawiązał kontakt z niemieckim komisarzem plebiscytowym Kurtem Urbankiem. Rozpoczął wydawanie dwujęzycznego tygodnika „Wola Ludu – Der Wille des Volkes”, a po kilku tygodniach został brutalnie zamordowany we własnym domu, na oczach żony i dzieci, przez Bojówkę Polską. „Wola Ludu” posługując się hasłem „Górny Śląsk dla Górnoślązaków” oskarżała ZG-BdO, że jest identycznie jak Oberschlesische Volkspartei (Górnośląska Partia Ludowa), narzędziem Polskiego Komisariatu Plebiscytowego. Obydwie organizacje odwołujące się do hasła ZG-BdO, zarówno propolska Górnośląska Partia Ludowa, jak i proniemiecki Das Oberschlesische Plebiszit-Komitee wprowadzały spory zamęt propagandowy.

### Rozwój struktur „wolnokrajowców”
18 sierpnia 1920 roku w Bytomiu odbyła się konferencja zastępców Związku Górnoślązaków-Bund der Oberschlesier, na którą przybyło 68 delegatów. Wybrano wówczas zarząd biura: przewodniczącego Józefa Musioła (Josepha Musiola) z Bytomia, sekretarza Hugona Kotułę (Hugo Kotullę) z Tarnowskich Gór i ławników Matonię (Mathonię) z Bytomia i Maczingę z Mikulczyc (dziś dzielnica Zabrza). 17 listopada 1920 roku w lokalu katolickich związków zawodowych w Bytomiu odbyła się II konferencja delegatów Związku Górnoślązaków-Bund der Oberschlesier, na którą przybyło około 300 przedstawicieli, reprezentujących 175 grup miejscowych, tej wówczas około 300-tysięcznej organizacji. Konferencji tej przewodzili Ewald Latacz z Wodzisławia, poseł Józef Musioł z Bytomia, ks. Wiktor Durynek z Tarnowskich Gór i Hubert Kraft hrabia Strachwitz z Lądka Zdroju. Ustalono tam, że górnośląskim symbolem narodowym i ewentualnym godłem państwowym Republiki Górnośląskiej będzie herb opolskiej (górnośląskiej) linii Piastów – złoty orzeł na błękitnym polu, który uchwałą konferencji umieszczono wkrótce w nagłówku organu prasowego organizacji.
Pod kierownictwem Ewalda Latacza Związek Górnoślązaków-Bund der Oberschlesier urósł w siłę rozrastając się do 198 grup miejscowych na terenie całego pruskiego Górnego Śląska. O ówczesnej sile tej organizacji świadczy również nakład tygodnika „Der Bund – Związek”, który w roku 1920 liczył 20 tysięcy egzemplarzy, w roku 1921 przed plebiscytem wzrósł do 40 tysięcy, zaś po plebiscycie osiągnął kilkaset tysięcy. Sojusznikiem ZG-BdO stał się były dowódca powstańczy i działacz obozu polskiego Alojzy Pronobis – lider Polskiego Związku Górnośląskich Autonomistów, który optował za „autonomią zupełną” (niepodległością) pruskiego Górnego Śląska zjednoczonego ze Śląskiem Cieszyńskim. Według słów ówczesnych działaczy polskich oraz dokumentów pruskiego ministra spraw wewnętrznych Carla Severinga, Alojzy Pronobis był później wydawcą tygodnika „Der Bund – Związek”. 26 grudnia 1920 ukazał się pierwszy numer (41 w kolejności) odnowionego tygodnika „Der Bund – Związek” („für den Freistaat Oberschlesien – dla wolnego Państwa Górnośląskiego”). W nagłówku pojawił się górnośląski orzeł w średniowiecznej stylizacji. Zmienił się również podtytuł, dotychczas: wiadomości (później organ) „Związku Górnoślązaków”. W owym świątecznym numerze ukazał się tekst samego Ewalda Latacza Górnoślązacy na front!: „Polska chce Górny Śląsk posiąść, a Niemcy nie chcą go utracić […] My zaś Górnoślązacy […] Jesteśmy narodem jednolitym, wprawdzie dwujęzycznym, ale jednego szczepu i jednej krwi”.
W marcu roku 1921 działacze Związku Górnoślązaków-Bund der Oberschlesier wysłali swoją delegację, najpierw 14 marca do Warszawy, a następnie 16 marca do Berlina, w celu zorientowania się u władz obydwu państw, jakie stanowiska prezentują wobec niepodzielności i autonomii Górnego Śląska w ramach tych państw. Wyjazd liderów Związku Górnoślązaków-Bund der Oberschlesier na rozmowy do Warszawy i Berlina, próbował wykorzystać Anzelm Stroka (Anselm Strocka) – były członek Zjednoczonych Związków Górnoślązaków Wiernych Ojczyźnie (Vereinigte Verbände Heimattreuer Oberschlesier), z których wystąpił, gdyż przewodzili jej głównie Niemcy z głębi Rzeszy. W roku 1920 wstąpił więc do Związku Górnoślązaków-Bund der Oberschlesier, lecz wkrótce został stamtąd usunięty za próbę dokonania rozłamu. Chciał on bowiem podzielić przedstawicieli górnośląskiego ruchu narodowego zgodnie z plebiscytowym wyborem państwowości na Górnoślązaków opcji niemieckiej i polskiej. 17 marca 1921 roku zamieścił na łamach „Oberschlesischer Wanderer” odezwę skierowaną przeciwko liderom Związku Górnoślązaków-Bund der Oberschlesier, mającą na celu dokonanie rozłamu na łonie tej organizacji. Próba ta identycznie jak poprzednia zakończyła się fiaskiem.

### „Górnoślązacy ratujcie się sami”
Bezpośrednio przed plebiscytem kierownik Związku Górnoślązaków-Bund der Oberschlesier – Ewald Latacz dodatkowo upowszechnił swe poglądy w niemieckojęzycznej broszurze „Górnoślązacy, ratujcie się sami! Pismo w obronie wolności i niepodzielności Górnego Śląska” (Oberschlesier, rettet Eucht selbst! Eine Streitschrift für ein freies und unteilbares Oberschlesien von Dr. Latacz – Geschäftsleiter des Bundes der Oberschlesier), wydanej przez wydawnictwo braci Wenske – Oberschlesische Zeitung GmbH, Beuthen O.S. (Gazeta Górnośląska sp. z o.o., Bytom Górny Śląsk). Jeszcze raz przedstawił tam wszystkie punkty programu Związku Górnoślązaków-Bund der Oberschlesier oraz historyczne, ekonomiczne i etniczne argumenty na rzecz utworzenia niepodległego państwa górnośląskiego. W ostatnim rozdziale prognozował nierozstrzygnięty wynik plebiscytu oraz przedstawił swoje obawy, dotyczące podziału Górnego Śląska. Broszurę zamykało hasło „Oberschlesien für Oberschlesier” (Górny Śląsk dla Górnoślązaków).
Niektórzy polscy autorzy twierdzą, że ZG-BdO poparł w plebiscycie opcję niemiecką. Tymczasem w dwóch numerach „Der Bund – Związek” wydanych bezpośrednio przed plebiscytem agitował: Obowiązkiem honorowym każdego wolnokrajowca jest brać udział w głosowaniu na rzecz Polski lub Niemiec, aby stosunek liczbowy obydwu partii doznał wyjaśnienia. Im liczniejszy będzie udział w głosowaniu, tym większe będzie prawdopodobieństwo, iż głosy oddane dla obydwóch partii zrównoważą się. Im mniejsza zaś będzie różnica między liczbą głosów oddanych na rzecz Polski a Niemiec, tym większe są widoki zneutralizowania Górnego Śląska.

### Plebiscyt górnośląski
Plebiscyt przeprowadzony 20 marca 1921 roku zakończył się wynikiem korzystnym dla Niemiec, za którymi opowiedziało się 59,6% głosujących, w stosunku 40,4% głosów oddanych za Polską. Skutkiem plebiscytu było wysłanie do Paryża przez obradujących w Opolu członków Komisji dwóch memoriałów. Projekt angielsko-włoski przewidywał przyznanie Polsce tylko tych powiatów (rybnicki, pszczyński, ziemski katowicki, tarnogórski, wschodnia część lublinieckiego) gdzie opcja polska uzyskała większość w plebiscycie. Natomiast w projekcie francuskim, opartym na tzw. linii Korfantego, przewidziano przekazanie Polsce większości terytorium plebiscytowego, sięgającej niemal rogatek Olesna, Opola, Koźla i Raciborza, w tym całego okręgu przemysłowego. Przeciwko nie uwzględnieniu wyników plebiscytu w projekcie podziału Górnego Śląska (obliczeniu globalnym, a nie powiatami co stało w sprzeczności z postanowieniami Traktatu wersalskiego) propolscy działacze działający na Śląsku doprowadzili do wybuchu III powstania śląskiego wbrew stanowisku polskiego rządu Wincentego Witosa. Dr Ewald Latacz przewidując wypadki wydał odezwę do narodu górnośląskiego: Górnoślązacy !!Górny Śląsk zostaje niepodzielny! […] Kto chce kraj nasz poćwiartować, ten myśli o tym, aby nas gospodarczo zamordować, w zamiarze odziedziczenia czegoś po nas. Ale my żyć chcemy. W zgodzie i spokoju my Górnoślązacy polskiego i niemieckiego języka chcemy żyć społem i kraj nasz doprowadzić do rozkwitu. A to jest możliwe tylko wtedy, gdy Górny Śląsk zostanie niepodzielny. W przeciwnym razie domagamy się głosowania ludowego nad tem, czy Górny Śląsk ma być podzielony albo nie […] Korfanty zaś opowiada, że swego planu podziału będzie bronił do ostatniej kropli krwi. Górnoślązacy ostrzegamy Was. Nie dajcie zamienić sobie ojczyzny Waszej w pustynię. Jeśli ma płynąć krew to nie górnośląska i nie na Górnym Śląsku. Górnoślązacy nie dajmy się nadużyć do żadnych aktów terrorystycznych. Każdy terror należy stłumić w zarodku. Górnoślązacy pamiętajmy o tym, iż jesteśmy jednolitym narodem bratnim. Podajmy sobie ręce, zachowajmy spokój, a wtedy osiągniemy Górny Śląsk wolny a niepodzielny. (…) Rada koalicji pozna, że jedynym rozwiązaniem sprawy górnośląskiej jest zneutralizowanie spornego ogniska. Wtedy obchodzić będziemy nasze zmartwychwstanie, jako wolni obywatele w Wolnym Państwie Górnośląskim. W maju wybuchło tzw. III powstanie śląskie. W pewnym jego momencie wszyscy dowódcy powstańczy zażądali od Korfantego proklamacji „suwerennego państwa śląskiego”. Jednak do tego nie doszło i jedynym skutkiem walk był bardziej korzystny dla Polski, niż w projekcie angielsko-włoskim, podział terenów plebiscytowych. W tym czasie w każdym numerze „Der Bund – Związek” pojawiała się drukowana dużą czcionką informacja, że „co drugi Górnoślązak jest jawnym lub ukrytym członkiem Związku Górnoślązaków”. Według samej organizacji Ewalda Latacza, jej liczebność w szczytowym momencie swej działalności osiągnęła 500 000 członków.
Jeszcze w kwietniu współpracownicy Latacza: Józef Musioł, Henryk Skowronek i Wiktor Durynek powołując się na znaczne wymieszanie głosów w plebiscycie próbowali przeforsować proklamację niepodległości Górnego Śląska. W ich rozmowach z władzami polskimi pośredniczył Adam Napieralski. Ewald Latacz prowadził jeszcze rozmowy z czołowymi politykami niemieckimi, 4 września z ministrem spraw wewnętrznych Rzeszy, a później z kanclerzem Rzeszy Josephem Wirthem.
5 sierpnia 1921 roku jeden z powstańczych dowódców frontowych, którzy domagali się od Korfantego proklamacji „suwerennego państwa śląskiego”, Franciszek Merik z Opola stworzył Związek Dawniejszych Powstańców na rzecz Górnośląskiej Niepodległości (Bund der ehemäligen Insurgenten für oberschlesische Selbständigkeit). Franciszek Merik próbował wykorzystać fakt, że Wojsko Polskie i Reichswehra nie zajęły jeszcze podzielonych między Rzeczpospolitą i Rzeszę terenów plebiscytowych, kolportując ulotki, dotyczące planów wywołania przewrotu i proklamacji suwerennej Republiki Górnośląskiej. Idea ta zyskała sporą popularność wśród powstańców, niezadowolonych z coraz większych wpływów na Górnym Śląsku, osiąganych przez przedsiębiorców, urzędników i wojskowych, pochodzących z centralnej Polski. Inicjatywa Merika została jednak skutecznie storpedowana przez obóz Korfantego, z którego polecenia powstańcze zebranie zorganizowane przez Związek Dawniejszych Powstańców na rzecz Górnośląskiej Niepodległości (Bund der ehemäligen Insurgenten für oberschlesische Selbständigkeit) zostało rozbite przez wierny Polakom oddział powstańców z Pszczyny. 9 sierpnia dwujęzyczne stowarzyszenie „Wydział Górnośląski-Oberschlesischer Ausschuß”, powołując się na „naród górnośląski” wystosowało petycję do Komisji Międzysojuszniczej w Opolu w sprawie „neutralizacji kraju”. W owej petycji napisano: My rodowici Górnoślązacy nie jesteśmy Prusakami, ale również nie jesteśmy Polakami […] Jesteśmy odrębną masą narodową, narodem z własnymi, narodowymi obyczajami, zwyczajami i własnym językiem ojczystym […] Społeczność górnośląska składa się z ponad 2 milionów rodowitych, dwujęzycznych Górnoślązaków oraz zaledwie ok. 100 000 Niemców z Rzeszy i ok. 50 000 poznańskich Polaków. 21 sierpnia 1921 roku, jeden z liderów Wydziału Górnośląskiego-Oberschlesischer Ausschuß, Anzelm Stroka (Anselm Strocka) założył niemieckojęzyczną organizację Jedność Górnośląska (Oberschlesische Einheit), która sprzeciwiła się planom podziału terytorium plebiscytowego. Jej cele były jednoznaczne – „utworzenie neutralnej Republiki Górnośląskiej pod opieką Ligi Narodów”, „rozbudzanie górnośląskiej świadomości narodowej”, wyłonienie w wyborach „reprezentacji rodowitych Górnoślązaków”, „usunięcie z urzędów elementu napływowego”. W związku z planami podziału Prowincji Górnośląskiej, działacze Jedności Górnośląskiej wystosowali pismo protestacyjne do Ligi Narodów. Zażądali w nim utworzenia „Wolnego Państwa Górny Śląsk”, argumentując iż gdyby w plebiscycie dano Górnoślązakom możliwość głosowania za niepodległością swojej ojczyzny, tę opcję wybrałoby 98% biorących udział w plebiscycie. Organizację Anzelma Stroki wspierał książę Karol Maksymilian von Lichnowsky z Raciborza i członek Katolickiej Partii Ludowej (Katholische Volkspartei), jeden z oficerów Selbstschutz Oberschlesiens – hrabia Jan Jerzy von Praschma z Niemodlina. Na łamach pisma „Der Bund – Związek” pojawiły się ostrzeżenia przed byłym członkiem Związku Górnoślązaków-Bund der Oberschlesier, wichrzycielem i szpiegiem Stroką. Był to skutek wcześniej próby Stroki (Strocki) dokonania rozłamu w tej organizacji. Działalność niewielkich organizacji Franciszka Merika i Anzelma Stroki nie przyniosła żadnych rezultatów. Nie dokonały tego, czego nie udało się 500 000 członków Związku Górnoślązaków-Bund der Oberschlesier. Alianci podtrzymali decyzję o podziale terenu plebiscytowego.

### Na podzielonym Górnym Śląsku
W październiku 1921 roku ks. dr Wiktor Durynek, który został przeniesiony z Tarnowskich Gór (które miały przypaść Polsce) do Bytomia, zrezygnował z funkcji redaktora naczelnego „Der Bund – Związek” i wycofał się z działalności politycznej. Jego obowiązki przejęli Józef Musioł i bytomski architekt Bruno Petzel – były członek poznańskiej Naczelnej Rady Ludowej, który wcześniej opuścił obóz polski i zasilił szeregi górnośląskich „wolnokrajowców”. Bruno Petzel – jako kierownik nowo powstałego, polskiego oddziału Związku Górnoślązaków-Bund der Oberschlesier opublikował również obszerny tekst „Co oznacza podział Górnego Śląska dla nas Górnoślązaków” na łamach opolskiego tygodnika społeczno-kulturalnego „Der Oberschlesier”, który już od 1919 roku lansował koncepcję „narodowości śląskiej” wśród ludności niemieckojęzycznej. W czerwcu roku 1922 rodzinne miasta Ewalda Latacza – Katowice i Wodzisław zostały włączone do Polski. Lider Związku Górnoślązaków-Bund der Oberschlesier został więc oddzielony granicznym kordonem od głównej siedziby swej organizacji Bytomia, co uniemożliwiało mu swobodną działalność. Po wtóre trudno sobie wyobrazić by działania na rzecz niepodległości tolerowały władze Polski. Sejm Śląski przyjął ustawę językową. Zgodnie z jej zapisem język polski stał się jedynym językiem urzędowym w województwie, obok języka niemieckiego. Dotyczyło to oczywiście również aktów notarialnych i rozpraw sądowych. Ewald Latacz, który w ogóle nie znał języka polskiego, nie mógł więc w tych warunkach kontynuować pracy adwokata i notariusza w Wodzisławiu. Jako orędownik oderwania Górnego Śląska od Niemiec nie mógł liczyć na wsparcie liderów mniejszości niemieckiej (Volksbundu) w Województwie Śląskim. Władze niemieckie, chcąc się go pozbyć z terytorium Górnego Śląska, złożyły mu propozycję objęcia funkcji syndyka w spółce petrochemicznej Öl und Petroleum Gesellschaft w Berlinie. W tej sytuacji Ewald Latacz zrezygnował więc z działalności politycznej i ofertę pracy przyjął.
4 grudnia 1921 podczas zjazdu w Królewskiej Hucie na czele ZG-BdO stanął, pełniący w nim funkcję kierownika propagandy i sekretarza, dotychczasowy jego wicelider, poseł pruskiego Landtagu Józef Musioł. Wskutek nagłego odcięcia finansowania Związku Górnoślązaków-Bund der Oberschlesier przez górnośląskich przemysłowców, od marca 1922 roku, jego organ prasowy „Der Bund – Związek” ukazywał się nieregularnie, by ostatecznie ulec likwidacji w maju tego samego roku. Znacząca jest jednak jego poczytność, bowiem nawet ostatnie majowe numery rozchodziły się w nakładzie 40 000 egzemplarzy, wskutek finansowego  przez górnośląskich przemysłowców. Skutkiem odcięcia tego wsparcia od marca 1922 roku, „Der Bund – Związek” ukazywał się nieregularnie, by ostatecznie ulec likwidacji w maju tego samego roku. W tej sytuacji ZG-BdO nie miał nawet możliwości publicznego zabrania głosu w kwestii referendum na temat wyłączenia Prowincji Górnośląskiej z Prus i przekształcenia jej w autonomiczny kraj związkowy Rzeszy. Wszystkie niemieckie partie wystąpiły przeciw takiemu rozwiązaniu (w tym nawet Katolicka Partia Ludowa (KVP), która zawarła kompromis z pruskimi władzami, które w zamian rozszerzyły zakres uprawnień samorządu Prowincji). Do tego grona przyłączył się nawet Związek Dawniejszych Powstańców na rzecz Górnośląskiej Niepodległości – Franciszka Merika. W opozycji byli jedynie Polacy. Wynik był wymowny 91% głosujących opowiedziało się przeciwko tak szerokiej autonomii i pokrywał się z wynikiem Polsko-Katolickiej Partii Górnego Śląska odnotowanym w wyborach do sejmiku górnośląskiego. Polaków wsparł finansowo przewodniczący polskiej sekcji Związku Górnoślązaków-Bund der Oberschlesier – architekt Bruno Petzel. Inny czołowy „wolnokrajowiec” – adwokat Henryk Skowronek postanowił wystawić do sejmiku górnośląskiego (Provinziallandtag) listę konkurencyjną dla Centrum i Polaków. W miejsce powszechnie znanej nazwy organizacji Bund der Oberschlesier (Związek Górnoślązaków) wprowadził zupełnie nową Oberschlesische Katholische Volkspartei (Górnośląska Katolicka Partia Ludowa). Wprowadzenie nowego szyldu, którego nie było możliwości skutecznie rozpropagować, wskutek braku własnego organu prasowego i znaczących środków finansowych było błędne. Taktyka wyborcza, oparta na nowej nazwie, bez jakiejkolwiek kampanii nie miała najmniejszych szans na odniesienie sukcesu, zwłaszcza że na liście znaleźli się wyłącznie kandydaci z jednego miasta, tj. samego Bytomia, poza Skowronkiem zupełnie nie znani. Konkurencyjne Centrum dysponowało kilkoma dużymi tytułami prasowymi (m.in. „Oberschlesische Volkszeitung”, „Oberschlesische Volksstimme”, „Neisser Zeitung”), a Polacy poczytnym „Katolikiem” i kilkoma lokalnymi tytułami. W tej sytuacji lider „wolnokrajowców” poseł Józef Musioł, nie chcąc się skompromitować, zdecydował się w ogóle nie kandydować. Lista ta zanotowała śladowe poparcie, a jej kandydaci wrócili na łono Katolickiej Partii Ludowej (KVP).

### Kres organizacji
Po październikowych wyborach Adam Napieralski utworzył przy „Katoliku” biuro obrony prawnej. Jego kierownikiem został Józef Musioł – były poseł pruskiego Landtagu, który właśnie stracił swój mandat. Reprezentował on w pruskim Sejmie KVP, z której został usunięty jeszcze w kwietniu 1921 roku za działalność niepodległościową. Działalność biura obrazuje następujący tekst: Jeżeli się zdarzy, że nauczyciel gdzieś ukarał dziecko w szkole za używanie języka polskiego, natenczas należy natychmiast zawiadomić o tym biuro obrony prawnej „Katolika” w Bytomiu – ustnie lub też pisemnie. Adresować należy: „Katolik” in Beuthen O.-S. Kierownik tego biura – Józef Musioł rozsyłał kwestionariusze w sprawie dyskryminowania polskojęzycznych Górnoślązaków w kopertach z nadrukiem Związku Górnoślązaków-Bund der Oberschlesier, w którym do jego rozwiązania w roku 1924, pełnił funkcję sekretarza generalnego. Równolegle kierownik Musioł nadal pełnił funkcję sekretarza robotniczego, udzielał porad kółkom rolniczym w powiecie bytomskim (m.in. w Bobrku) oraz był członkiem Związku Ochrony Lokatorów. Mimo rozpadu Związku Górnoślązaków-Bund der Oberschlesier idee narodu górnośląskiego i niepodległości Górnego Śląska pozostały żywe wśród Górnoślązaków. Jeszcze w roku 1925 prezydent policji w Gliwicach w swym raporcie, sporządzonym dla nadprezydenta Prowincji Górnośląskiej – Alfonsa Proskego, informował, że idea wolnego państwa jest wciąż żywa na niemieckim Górnym Śląsku. Podobnie jak w granicach Niemiec, również w granicach Polski, byli działacze ZG-BdO jeśli mogli wracali na łono macierzystych partii politycznych. Głównie była to Katolicka Partia Ludowa (Katholische Volkspartei), która stała na stanowisku, że reprezentuje Niemców oraz „po niemiecku usposobionych Ślązaków” na terenie Województwa Śląskiego, gdzie szczególnie mocno akcentowała znane hasło ZG-BdO „Górny Śląsk dla Górnoślązaków”. Identyczne hasło głosił Związek Obrony Górnoślązaków, założony w roku 1925 przez Jana Kustosa. Mimo kontynuacji linii ZG-BdO przez ZOG, który również stał na stanowisku odrębności narodowej Ślązaków, nie ma śladu powiązań personalnych pomiędzy obydwoma organizacjami. Żaden ze znanych „wolnokrajowców” nie przystąpił do organizacji Jana Kustosa, której wszyscy liderzy rekrutowali się spośród dotychczasowych polskich działaczy. „Prawo Górnego Śląska do samostanowienia” głosiła też Komunistyczna Partia Górnego Śląska, która dążyła do proklamacji niepodległej Górnośląskiej Republiki Rad.
Po II wojnie światowej z inicjatywą uczynienia ze Śląska „wschodnioeuropejskiej Szwajcarii” wystąpili Carl Ulitzka, Karl Schodrok i Adolf Kaschny, a odrębność narodową Ślązaków propagował pisarz Erwin Goj, znany jako Óndra Łysohorsky. W czasach współczesnych, kilka lat działała organizacja, która wprost odwoływała się do tradycji „wolnokrajowców” i posiadała tożsamą nazwę.